# بتو (فيروزة)
بتو (بالفارسية: بتو) هي قرية تقع في قسم طاغنكوة الشمالي الريفي (مقاطعة فيروزة) في إيران. يقدر عدد سكانها بـ 908 نسمة .